# 신할 충신 정려
신할 충신 정려는 대한민국 충청남도 공주시 신풍면에 있다. 1997년 6월 5일 공주시의 향토문화유적 제24호로 지정되었다.